# 高氯酰氟
高氯酰氟是具有化学式ClFO
3的活泼气体，具有类似于汽油和煤油的独特甜味。有毒，是一种强大的氧化剂和氟化剂。是高氯酸的酸性氟化物 。 
尽管高氯酰氟的生成焓（ ΔHf°=-5.2千卡/摩尔）很小，但它是热力学稳定的，在400℃才分解。:380对还原剂和阴离子具有很强的反应性，但氯原子充当亲电体。:382 与还原剂如金属酰胺、金属、氢化物等发生爆炸性反应。与氯酰氟不同，其在水中的水解非常缓慢。

## 合成与化学
高氯酰氟主要由氟化高氯酸盐产生。常用五氟化锑作为氟化剂： :372–373
ClO−
4 + 3 HF + 2 SbF
5 → ClO
3F + H
3O+
 + 2 SbF−
6
ClO
3F与醇反应生成烷基高氯酸盐，这是对震动极其敏感的炸药。  在路易斯酸存在下，它可用于通过亲电芳香取代将–ClO
3基团引入芳香环。 

## 应用
高氯酰氟在有机化学中用作温和的氟化剂。 :383 它是第一种工业上的亲电氟化剂，自20世纪60年代起用于生产氟化类固醇。 在氯化铝存在下，它也被用作芳族化合物的亲电子高氯化试剂。
研究了高氯酰氟作为高性能液体火箭燃料氧化剂的用途。 与五氟化氯和五氟化溴相比，它具有明显更低的比冲 ，但不会腐蚀容器。 不需要低温储存。 火箭燃料化学家John Drury Clark在他的书《Ignition！》中报道称 高氯酰氟与全卤素氧化剂如三氟化氯和五氟化氯完全混溶，这种混合物提供了适当燃烧含碳燃料所需的氧气。
它也可以作用于光電火焰光度計的激发源。 

## 安全
高氯酰氟氟化物是有毒的，TLV为3ppm。 它对肺和眼睛具有强烈的刺激性，能够灼伤暴露的皮肤。其IDLH水平为100 ppm。 接触的症状包括头晕、头痛、晕厥和紫绀。 暴露于毒性水平会导致严重的呼吸道炎症和肺水肿。